# حيدر غيراي القرمي
حيدر خان غيراي القرمي، (لغة تتار القرم: Hayder ،حيدر) (؟ - 1487)، (حكم من 1456 - 1475) حكم كخان للقرم لمرة أو مرتين .
كان أحد أبناء مؤسس سلالة غيراي المغولية التي حكمت القرم، حاجي غيراي (1441 - 1466)و يقال أنه في عام 1456 تمرد على والده واحتل العرش لفترة وجيزة، ولكن هذا غير مؤكد.
بعد وفاة والده، تناوب العرش بين إخوة حيدر نور دولت ومنجلي الأول غيراي لمدة اثنتي عشرة سنة (1466 - 1478). خلال عهد منجلي غيراي، تم احتجاز حيدر في حبس قلعة جنوية في سوداق.
في مارس 1475، استبدل النبلاء منجلي بـ حيدر. في مايو - ديسمبر 1475، استولى الأتراك على موانئ جنوة على الشاطئ الجنوبي للقرم. أطلقوا سراح نور دولت من السجن في سوداق وجعلوه خان. استسلم حيدر لنور دولت لكن علاقاتهما لم تكن جيدة. أثبت نور دولت عدم شعبيته، وفي ربيع عام 1478، أطلق الأتراك سراح سجينهم منجلي ووضعوه على العرش.
هرب حيدر ونور دولت إلى كييف في المملكة البولندية. وفي حوالي 1479 انتقلوا إلى موسكوفي تحت حماية الدوق الأكبر إيفان الثالث، الذي نفى حيدر لاحقًا إلى شمال موسكوفي لأسباب لا تزال غير معروفة. توفي حوالي 1487 في بيلوزيرسك، فولوغدا أوبلاست.